# Christopher Pettiet
Christopher Lee Pettiet (Dallas, 12 febbraio 1976 – Los Angeles, 12 aprile 2000) è stato un attore statunitense. Conosciuto anche come Chris Pettiet, ha recitato in numerosi film e telefilm che lo hanno reso popolare nel corso degli anni novanta. È morto prematuramente, a soli 24 anni, di overdose. Per la sua attività come attore Pettiet ha ricevuto una vittoria e due nomination negli Young Artist Awards.

## Filmografia parziale
- An Enemy of the People (1990)
- Star Trek: The Next Generation - serie TV, episodio 3x12 (1990)
- Il sognatore di Oz (The Dreamer of Oz: The L. Frank Baum Story), regia di Jack Bender (1990) - film TV
- Testimone per caso (Fatal Exposure) (1991)
- ...non dite a mamma che la babysitter è morta! (Don't Tell Mom the Babysitter's Dead), regia di Stephen Herek (1991)
- Point Break - Punto di rottura (Point Break), regia di Kathryn Bigelow (1991)
- I ragazzi della prateria (The Young Riders) - serie TV, 21 episodi (1991-1992)
- L.A. Law - Avvocati a Los Angeles (L.A. Law) - serie TV, episodio 5x21 (1991)
- Il cane di papà (Empty Nest) - serie TV, episodio 3x24 (1991)
- My Life and Times - serie TV, un episodio (1991)
- Danger Island, regia di Tommy Lee Wallace (1992) - film TV
- Baywatch - serie TV, episodio 3x03 (1992)
- Cento cuccioli da salvare (The Goodbye Bird) (1993)
- SeaQuest - Odissea negli abissi (SeaQuest DSV) - serie TV, episodio 1x06 (1993)
- A cavallo di un sogno (Horses and Champions) (1994)
- Un'altra indagine per Sam Dietz (Relentless IV: Ashes to Ashes), regia di Oley Sassone (1994)
- La famiglia Brock (Picket Fences) - serie TV, episodio 3x22 (1995)
- Giorni di passione (Carried Away), regia di Bruno Barreto (1996)
- Boys, regia di Stacy Cochran (1996)
- Against the Law, regia di Jim Wynorski (1997)
- Il tocco di un angelo (Touched by an Angel) - serie TV, episodio 3x17 (1997)
- Chicago Hope - serie TV, episodio 5x06 (1998)
- Undressed - serie TV, 6 episodi (1999)
- Giudice Amy (Judging Amy) - serie TV, episodio 1x07 (1999)

## Doppiatori italiani
Nelle versioni in italiano delle opere in cui ha recitato, Christopher Pettiet è stato doppiato da:
- Alessandro Tiberi in ...non dite alla mamma che la babysitter è morta!
- Federico Fallini in Point Break - Punto di rottura
- Riccardo Niseem Onorato in Giorni di passione